# Belich
Der Belich, auch Balikh, Balich, Nahr Balīh, Nahr Belîkh, arabisch نهر البليخ, DMG Nahr al-Balīḫ; ist ein Nebenfluss des Euphrat. 
Der Belich verläuft östlich des Euphrat und westlich des Chabur. Er entspringt in der Türkei und mündet bei der syrischen Stadt ar-Raqqa in den Euphrat. Der kleine Nebenfluss hat eine Abflussmenge von durchschnittlich 6 Kubikmeter pro Sekunde, bei einem Maximum von 12 und einem Minimum von 5 Kubikmeter pro Sekunde, und damit weniger als ein Zehntel der Wassermenge des Chabur.
Im Belich-Tal lag im Gebiet der heutigen Türkei die historische Stadt Harran, 30 km südlich der syrischen Grenze lag Tell Sabi Abyad und bei ar-Raqqa an der Euphratmündung der altorientalische Siedlungshügel Tuttul. In seinem Unterlauf hat sich der Belich ein etwa einen Kilometer breites Tal geschaffen, dessen Talsohle 20 Meter unter der flachwelligen Wüstensteppe liegt. Kurz vor der Einmündung erweitert sich das Tal auf eine Breite von vier Kilometer. Der Belich floss früher flussabwärts am Euphrat entlang, bis er mehrere Kilometer südlich von ar-Raqqa in den Euphrat mündete. Sein Flussbett ist heute künstlich verkürzt und wird auf direktem Weg zum Euphrat geführt.